# Ростовский автобус
Ростовский автобус — система автобусного пассажирского городского транспорта в городе Ростов-на-Дону. Весь городской автотранспорт представлен автобусами большой, средней и малой вместимости. По состоянию на февраль 2024 года насчитывается 86 городских автобусных маршрутов, большинство из которых обслуживаются автобусами большой и средней вместимости.

## Из истории автобусного движения Ростова-на-Дону
В 1959 году в Ростове-на-Дону действовало 15 автобусных маршрутов, которые обслуживались одним автотранспортным предприятием — автоколонной № 24.
Перечень автобусных маршрутов на 1959 год: №1. Рабочий городок — Военвед, №1-а. Рабочий городок — Нефтекачка, №2. Рабочий городок — улица Сигнальная, №3. Рабочий городок — Санаторий, №4. Центральный рынок — Нижне-Гниловская, №5. Центральный рынок — Дачный посёлок, №6. Рабочий городок — Зоопарк, №7. Агентство гражданского воздушного флота — Аэропорт, №7-а. Будённовский проспект — площадь Карла Маркса (летом ходил от речного порта по набережной), №8. Площадь Карла Маркса — Стройплощадка (возле аэропорта), №9. Новопоселенский рынок — посёлок Первомайский, №10. Лендворец — Западный посёлок, №14. Ростсельмаш — посёлок Орджоникидзе-1, №21. Ростсельмаш — посёлок Орджоникидзе-2, №26. Завод Красный Аксай — посёлок Фрунзе.
В 1964 году в городе работало 16 городских автобусных маршрутов: №1. Рабочий городок — Таганрогское шоссе, №1-а. Рабочий городок — Нефтекачка, №2. Рабочий городок — улица Нариманова, №3.Завод Красный Аксай — посёлок Фрунзе, №4. Центральный рынок — Нижне-Гниловская, №5. Центральный рынок — Дачный посёлок — заводоуправление Ростсельмаша, №6. Рабочий городок — Зоопарк, №7. Агентство гражданского воздушного флота — Аэропорт, №7-а. Вокзал —Аэропорт, №8. Площадь Карла Маркса — Александровка, №9. Рабочий городок — Новопоселенский рынок — посёлок Первомайский, №10. Лендворец — Западный посёлок, №11. Ростсельмаш — посёлок Орджоникидзе-1, №12. Ростсельмаш — посёлок Орджоникидзе-2, №13. Ростсельмаш — посёлок Орджоникидзе-3, №15. Речной порт — Центральный рынок — Ярмарка.
Уже через 15 лет, в 1979 году в Ростове-на-Дону маршрутная сеть городских автобусов выросла втрое. Общее количество регулярных городских автобусных маршрутов составляло 43. Основные маршруты городских автобусов отправлялись от крупнейших транспортных узлов конечных остановок, таких как: Центральный рынок (14 маршрутов), пос. Сельмаш (11 маршрутов), Главный вокзал (5 маршрутов) и Рабочий городок (5 маршрутов). Все отдалённые микрорайоны города, где отсутствовали маршруты городского электротранспорта, были связаны автобусными маршрутами.
В конце 1990-х годов в городе имелось 82 автобусных маршрута, из которых 7 были маршрутными такси (№ 30, 35, 38, 47, 53, 60 и 68). Также, имелось 13 автобусных экспресс маршрутов: № 45 «Центральный рынок — Стартовая улица», № 56 «пос. Сельмаш — пл. Добровольского», № 57 «Центральный рынок — Колузаево», № 59 «Центральный рынок — пос. Сельмаш», № 62 «Главный вокзал — Аэропорт», № 72 «Центральный рынок — издательство „Молот“», № 74 «Часовой завод — ГПЗ-10», № 77 «Центральный рынок — пл. Добровольского», № 80 «Главный вокзал — Александровка», № 84 «пос. Сельмаш — пл. Королёва», № 85 «Центральный рынок — Стройгородок», № 91 «Главный автовокзал — Стартовая улица», № 92 «Центральный рынок — пос. Чкалова». На всех экспресс маршрутах эксплуатировались автобусы большой и очень большой вместимости («гармошки»).

## Компании-перевозчики
Перевозку пассажиров на городских автобусных маршрутах Ростова-на-Дону осуществляют 12 транспортных компаний: МУП МТК «Ростовпассажиртранс» (РМПАТП-5 и РМПАТП-6), МУП «РТК», ЗАО «АТП-5», ООО «Экспресс», ООО «ДОН-АВТО», ООО «ЮТК», ООО «Янтарь-1», ООО «ТрансЭкспорт», ООО «Янтарь-1. Автоколонна-1», ООО «АТП №7», ООО «Легион-АвтоТранс», ИП «Федченко Р.И.». 

## Подвижной состав
В соответствии с новой маршрутной сетью подвижной состав составляют автобусы особо большого, большого, среднего и малого класса. Муниципальный автобусный транспорт МУП РТК «Ростовпассажиртранс» имеет следующую четырёхзначную гаражную нумерацию - 5*** и 6***, соответствующую паркам приписки подвижного состава.
С 1 июля 2019 года весь подвижной состав городского общественного транспорта оснащен новым терминальным оборудованием, обеспечивающим использование всех инструментов безналичной оплаты проезда.

## Галерея
- НефАЗ-5299-40-52  на остановке «Площадь Ленина»
- НефАЗ-5299-40-51 КПГ  на Большой Садовой улице, маршрут № 3
- Новые автобусы ЛиАЗ-5292.60  на презентации на Театральной площади, 2015 год
- ЛиАЗ-5256.36 на маршруте № 5
- Электробус Volgabus-5270.E0  в период тестовой эксплуатации[7]

## Стоимость проезда
С 25 ноября 2023 года стоимость проезда на городских автобусных маршрутах Ростова-на-Дону будет составляет 39 рублей при оплате наличными, стоимость проезда при оплате банковской картой — 36 рублей, а по транспортной карте — 34 рубля за поездку. Для школьников и пенсионеров, не имеющих льгот, оплата за одну поездку в городских автобусах составляет 17 рублей при оплате именной социальной транспортной картой. С 1 мая 2023 года льготные категории граждан федерального и местного уровней в городском общественном транспорте Ростова-на-Дону пользуются правом бесплатного проезда при наличии электронного социального проездного билета (льготной проездной карты).